# 안동춘
안동춘(安東春, ? - )은 조선민주주의인민공화국의 정치인이다. 내각 문화상 겸 조선로동당 중앙위원회 정치국 후보위원이다. 최고인민회의 제12기 대의원이다.

## 경력
2004년 4.15문학창작단 부단장을 거쳐 2007년 조선작가동맹 중앙위원회 위원장을 역임했다. 2010년 1월부터 내각 문화상으로 재임중이다. 2010년 9월, 조선로동당 중앙위원회 후보위원에 선임되었다.

## 최고인민회의 대의원
2009년 4월 최고인민회의 제12기 대의원으로 선출되었다.

## 기타
2007년 리인모, 2011년 김정일 사망 당시에 국가장의위원회 위원을 맡았다.